# Martha Betz Shapley
Martha Betz Shapley (1890-1981) est une astronome américaine connue pour ses recherches sur les étoiles binaires à éclipses,.

## Jeunesse
Shapley est née le 3 août 1890 à Kansas City, Missouri, l'une des sept enfants du professeur de musique de l'école Carl Betz (1854–1898) . Sa famille descend d'immigrants allemands et son grand-père lui a dit une fois qu'il avait vu l'astronome Caroline Herschel dans les rues de Hanovre en Allemagne,. Sa mère et ses deux sœurs deviennent institutrices et Shapley elle-même est institutrice à 15 ans. Trois ans plus tard, elle commence ses études à l'Université du Missouri, où elle obtient un baccalauréat en éducation, un deuxième baccalauréat et une maîtrise, en 1910, 1911 et 1913. Elle devient membre de Phi Beta Kappa.
Elle devient professeure de mathématiques au lycée en 1912 et peu de temps après, elle commence à préparer un doctorat en littérature allemande au Collège Bryn Mawr en Pennsylvanie. En 1914, elle quitte le programme pour épouser Harlow Shapley, un astronome qui a été un de ses camarades de classe dans le Missouri.

## Recherche astronomique
Shapley part avec son mari à l'Observatoire du Mont Wilson et d'Harvard, et de 1915 à 1927, elle continue à publier des recherches sur les étoiles binaires à éclipses, bien qu'elle n'ait pas de poste académique officiel. C'est un sujet que son mari a déjà étudié en tant qu'étudiant mais qu'il a abandonné. Zdeněk Kopal émet l'hypothèse qu'elle fournit une aide anonyme importante à son mari dans son travail de doctorat (étant donné qu'elle est la plus douée en mathématiques des deux Shapleys). Finalement, la pression de la vie de famille l'amène à mettre de côté son travail dans ce domaine,.

## Service de guerre et enquête de sécurité
Pendant la Seconde Guerre mondiale, afin de contribuer à l'effort de guerre, Shapley postule pour travailler pour la fonction publique en faisant de la cryptanalyse, un sujet qu'elle a déjà étudié, mais n'a pas trouvé de poste à Boston. Au lieu de cela, elle commence à travailler avec Zdeněk Kopal en calculant des tables de trajectoires de munitions. Après la guerre, lorsque le sénateur Joseph McCarthy et le comité des activités anti-américaines de la Chambre commencent à enquêter sur son mari pour ses opinions politiques de gauche, elle est également critiquée et, en 1950, après avoir découvert qu'elle a ramené à la maison des données de Kopal sur les éclipses des étoiles binaires, elle est relevée de son travail militaire et privée de son habilitation de sécurité. Cependant, son autorisation est rétablie et elle est autorisée à reprendre son travail plusieurs mois plus tard.

## Dernières années
Le mari de Shapley prend sa retraite en 1952 et le couple déménage dans le New Hampshire, mais Shapley poursuit son travail sur les binaires à éclipses. En 1956, avec Kopal, elle publie son dernier ouvrage majeur, Catalogue of the Elements of Eclipsing Binaries. Après la mort de son mari en 1972, elle déménage dans l'Arizona. Elle décède le 24 janvier 1981,,. 
Sa fille Mildred Shapley Matthews (en) est également une astronome réputée, et son fils Willis Shapley (en) est administrateur à la NASA et un autre fils, Lloyd Shapley, est un mathématicien et économiste lauréat du prix Nobel.